# Friedrich Spitta

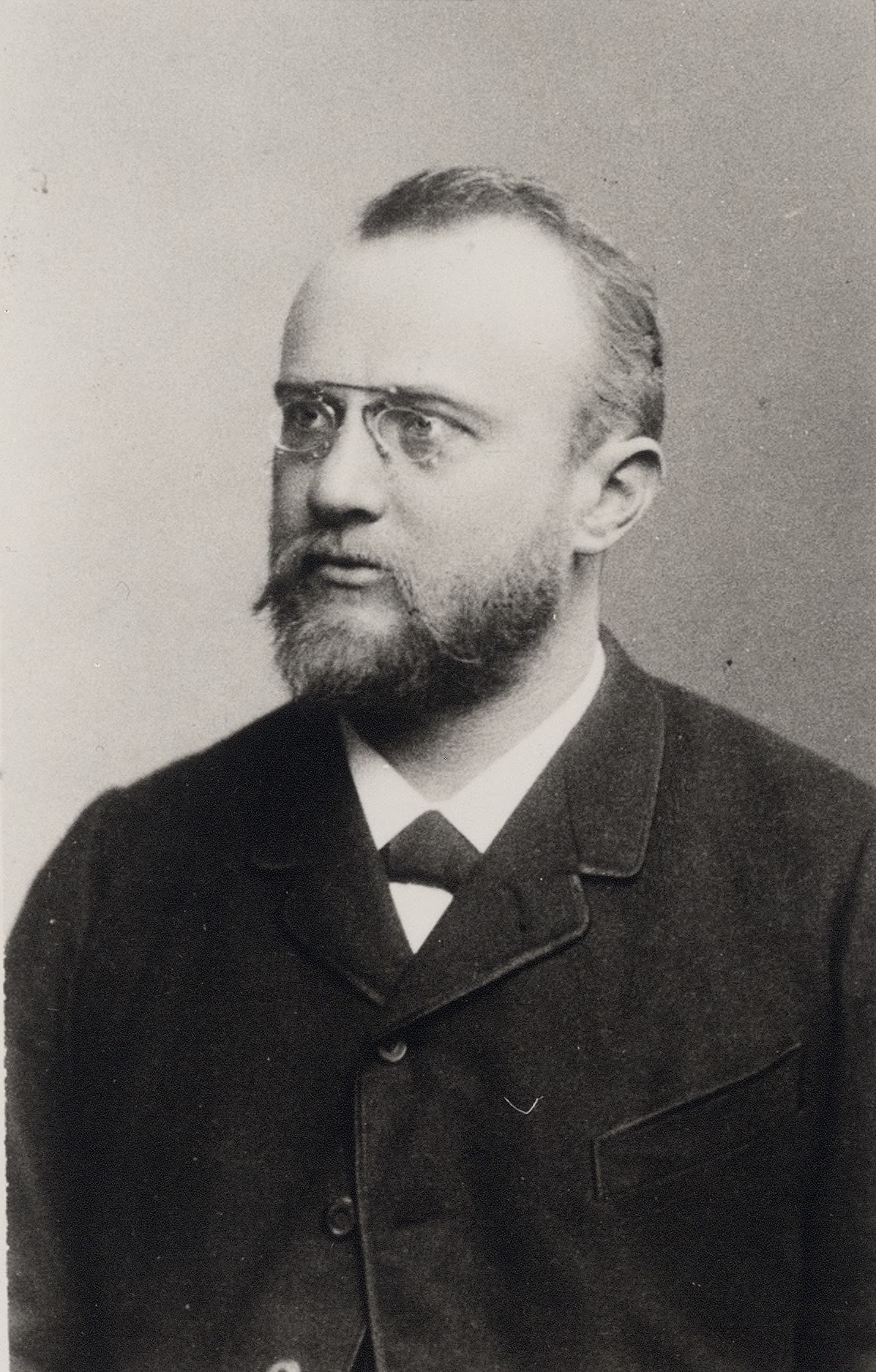
Friedrich Spitta

Friedrich Adolf Wilhelm Spitta (* 11. Januar 1852 in Wittingen, Königreich Hannover; † 7. Juni 1924 in Göttingen) war ein deutscher evangelischer Theologe.

## Leben
Der Sohn des bekannten Kirchenlieddichters Carl Johann Philipp Spitta und Bruder des Musikwissenschaftlers Julius August Philipp Spitta wurde 1879 zum Pfarrer ordiniert, übernahm zwei Jahre später eine Pfarrstelle in Oberkassel und wurde Privatdozent an der Rheinischen Friedrich-Wilhelms-Universität Bonn. Im Jahre 1887 folgte er dem Ruf der Kaiser-Wilhelms-Universität Straßburg auf den Lehrstuhl für Neues Testament und Praktische Theologie. 1901/02 war er ihr Rektor. 1918 wechselte er auf den Lehrstuhl für Praktische Theologie der Georg-August-Universität Göttingen.
Spitta verfasste wissenschaftliche Arbeiten zu vielfältigen Themen der Theologie, so in den Bereichen der Praktischen Theologie, des Neuen Testaments, der Liturgiewissenschaft und der Hymnologie. Er war maßgeblicher Redakteur des Evangelischen Gesangbuchs für Elsaß-Lothringen, das 1899 erschien.
Mit seinem Straßburger Kollegen Julius Smend von der Thomaskirche (Straßburg) gründete er 1896 die Monatschrift für Gottesdienst und kirchliche Kunst (MGkK), die zum wichtigsten Organ der später so genannten Älteren Liturgischen Bewegung wurde.
Sein bekanntestes eigenes Kirchenlied ist das Abendmahlslied Im Frieden dein, o Herre mein nach Johannes Anglicus, das im Evangelischen Gesangbuch (EG) Nr. 222 und im Gotteslob Nr. 216 zu finden ist. Ebenfalls im EG stehen sein Lied Kommt her, des Königs Aufgebot und seine Zwingli-Nachdichtung Herr, nun selbst den Wagen halt. Friedrich Spitta schuf 1894 die Textgrundlage für das Weihnachtsoratorium Die Geburt Christi des Komponisten Heinrich von Herzogenberg.